# Neff Headwear
 (juin 2025).
Si vous disposez d'ouvrages ou d'articles de référence ou si vous connaissez des sites web de qualité traitant du thème abordé ici, merci de compléter l'article en donnant les références utiles à sa vérifiabilité et en les liant à la section « Notes et références ».
Pour les articles homonymes, voir Neff.
Neff est une marque essentiellement axée sur les couvre-chefs (bonnets, casquettes), les accessoires de mode et les équipements sportifs des sports de glisse. Elle a été fondée par Shaun Neff à Ventura en 2002. Ses produits sont issus de la culture snowboard, skateboard et surf.